# Stuart Robertson (Spezialeffektkünstler)
George Stuart Robertson (* 17. Juni 1943 in Frankfort, Kentucky)  ist ein US-amerikanischer Spezialeffektkünstler und VFX Supervisor.

## Leben
Robertson machte seinen Bachelor of Fine Arts 1965 an der University of Kentucky, dem folgte ein an der School of the Art Institute of Chicago abgelegter Master of Fine Arts im Jahr 1975. Er begann seine Karriere beim Film Anfang der 1980er Jahre und hatte sein Spielfilmdebüt 1983 mit Woody Allens Komödie Zelig. Hierfür war er im darauf folgenden Jahr gemeinsam mit Gordon Willis, Joel Hynek und Richard Greenberg für den BAFTA Film Award in der Kategorie Beste visuelle Effekte nominiert. Er war einige Jahre bei Industrial Light & Magic beschäftigt, und wirkte in dieser Zeit unter anderem an James Camerons Science-Fiction-Filmen Abyss – Abgrund des Todes und Terminator 2 – Tag der Abrechnung mit. 1999 gewann er für Vincent Wards Hinter dem Horizont gemeinsam mit Joel Hynek, Nicholas Brooks und Kevin Scott Mack den Oscar in der Kategorie Beste visuelle Effekte.
Robertson zog sich Mitte der 2000er Jahre aus dem Filmgeschäft zurück und nahm eine Professur am Savannah College of Art and Design in Savannah, Georgia an.

## Filmografie (Auswahl)
- 1983: Zelig
- 1985: Der Tag des Falken (Ladyhawke)
- 1987: Predator
- 1989: Abyss – Abgrund des Todes (The Abyss)
- 1990: Stirb Langsam 2 (Die Hard 2: Die Harder)
- 1991: Terminator 2 – Tag der Abrechnung (Terminator 2: Judgment Day)
- 1992: Der Tod steht ihr gut (Death Becomes Her)
- 1993: Last Action Hero
- 1996: Der Geist und die Dunkelheit (The Ghost and the Darkness)
- 1998: Hinter dem Horizont (What Dreams May Come)
- 2003: Scary Movie 3

## Auszeichnungen (Auswahl)
- 1984: BAFTA-Film-Award-Nominierung in der Kategorie Beste visuelle Effekte für Zelig
- 1999: Oscar in der Kategorie Beste visuelle Effekte für Hinter dem Horizont